# 中學校站
中學校站（日语：／ Chūgakkō eki */?）是位於千葉縣佐倉市宮之台三丁目，山萬有加利丘線的車站。

## 歷史
- 1982年（昭和57年）11月2日 - 車站啟用[1]。
- 2009年（平成21年） - 車站周邊進行開發，因此可預見使用人次增加，車站大樓進行裝修[2][3]。

## 車站構造
車站是一座地面車站，設有1面1線的單式月台。此站是無人車站，月台設有斜道。車站大樓與道路之間有一段距離。此站沒有廁所。

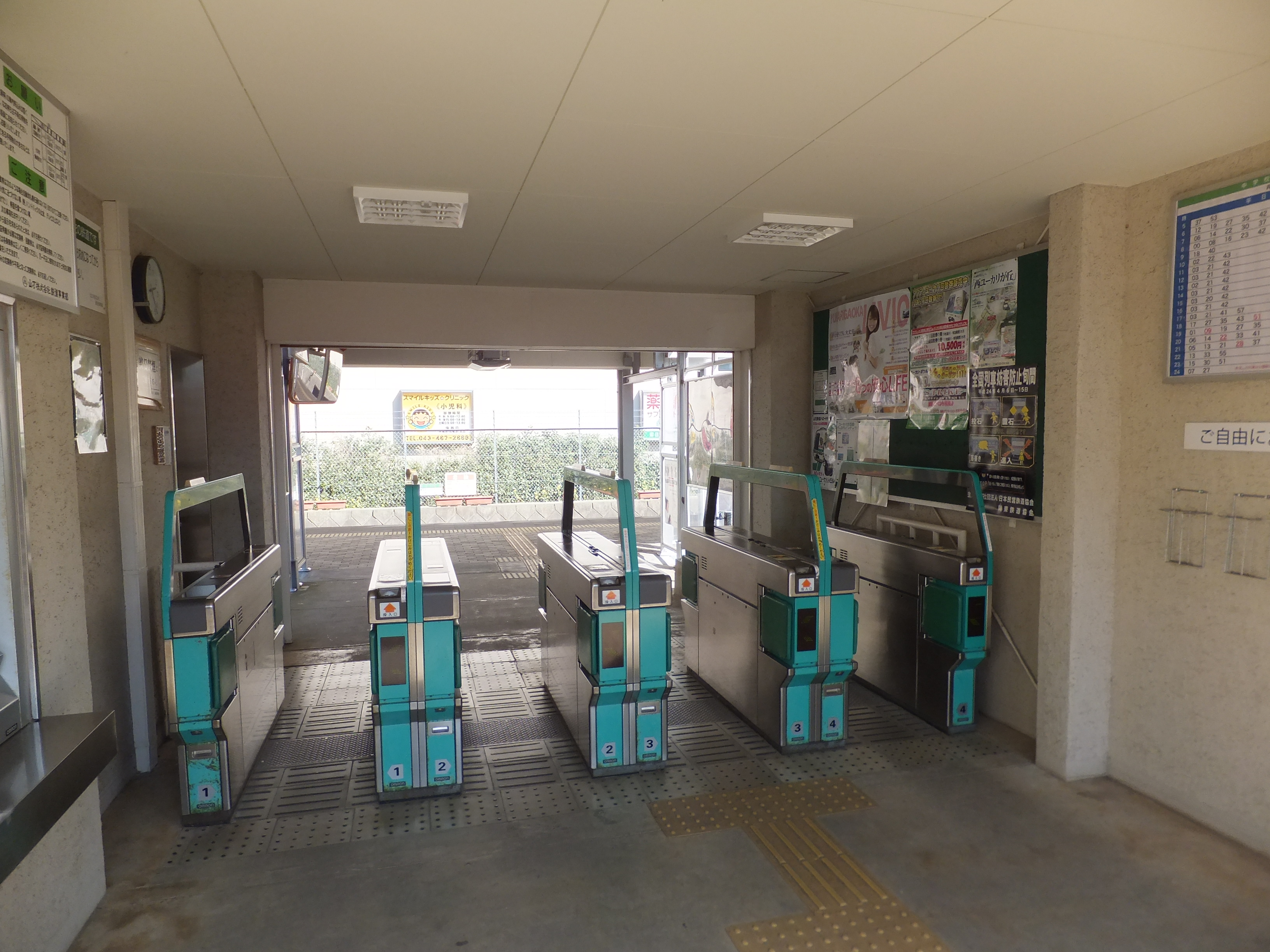
閘口（2012年4月）
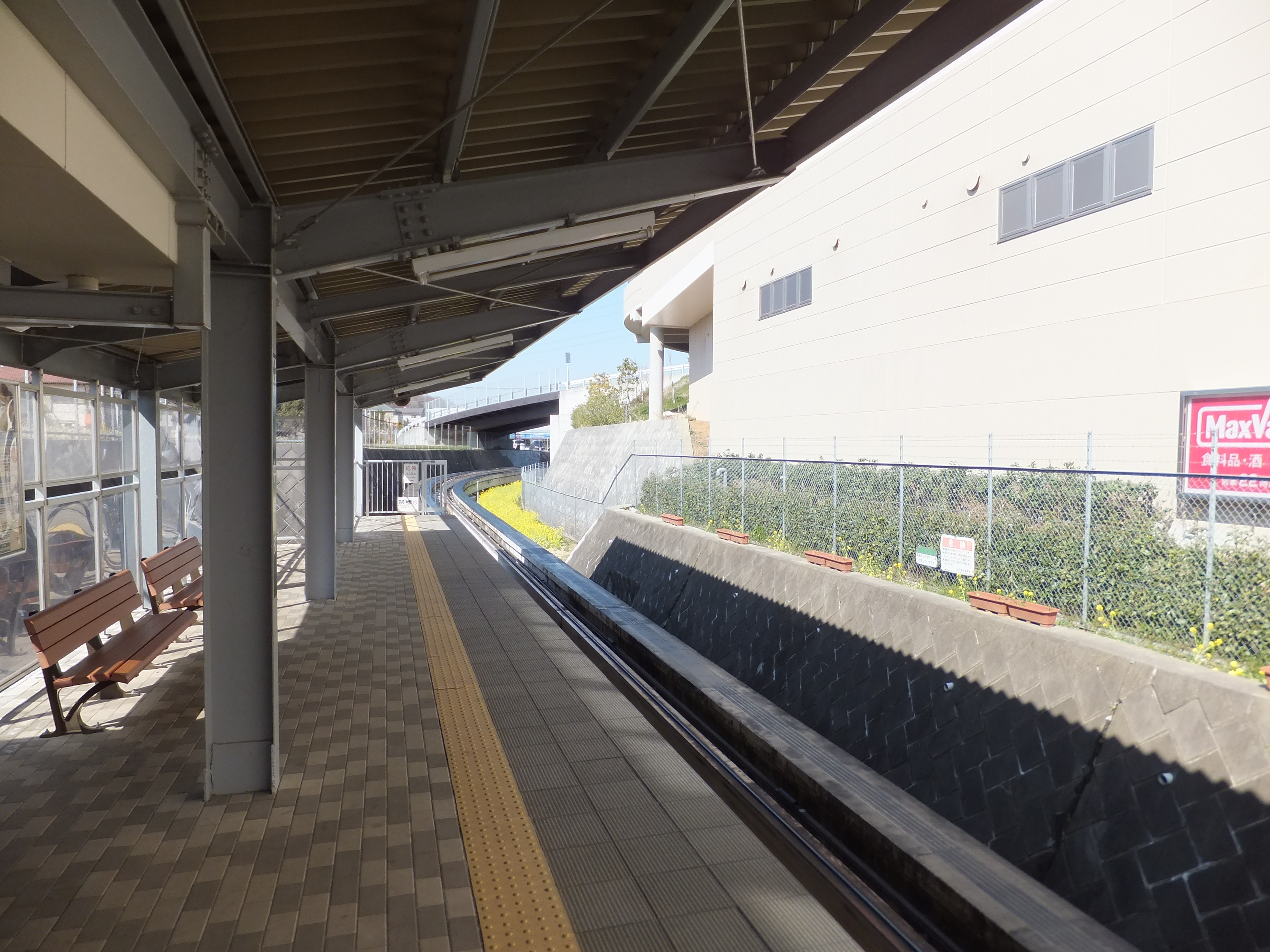
月台（2012年4月）
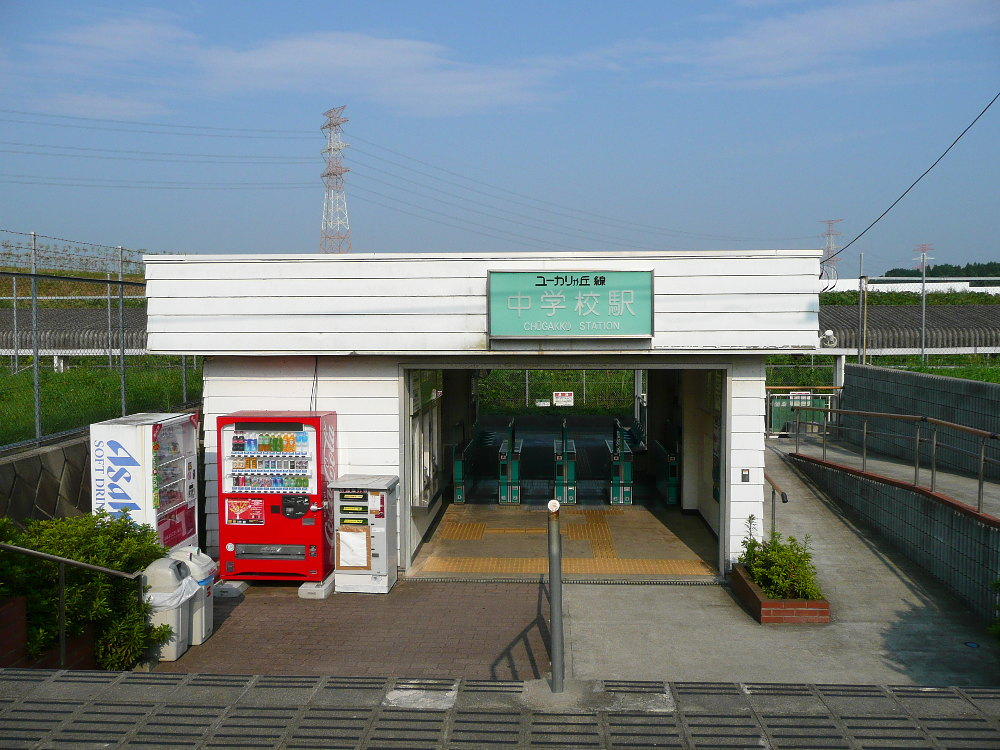
翻新前的車站大樓（2007年7月）

## 使用狀況
一日平均乘車人次為531人。在有加利丘店線六座車站排名第二。（2019年度）

## 車站周邊
此站為宮之台地區的玄關口，車站鄰接商業設施。
- 佐倉市立井野中學（日语：佐倉市立井野中学校）
- 宮之杜公園
- Biotopia
- MaxValu（日语：マックスバリュ）有加利丘店
- 淺間神社
- 羅森佐倉宮之台一丁目店
- 「MaxValu前」巴士站

## 高速巴士
- 我的市鎮·直達巴士（日语：マイタウン・ダイレクトバス）
  - 有加利丘→東京（京成巴士、千葉綠色巴士（日语：ちばグリーンバス）、千葉內陸巴士（日语：千葉内陸バス）聯營。於羅森佐倉宮之台一丁目店停車場內的【有加利丘】巴士站出發。）

## 相鄰車站
山萬
■有加利丘線
環狀部分
女子大→中學校→井野

## 注腳
1. 1 2  曾根悟（監修）. 朝日新聞出版分冊百科編集部（編集） , 编. . 週刊朝日百科. 30号 モノレール・新交通システム・鋼索鉄道. 朝日新聞出版. 2011-10-16: 26 （日语）.
2. ↑   (PDF). 山万株式会社: 1.   [2015-07-11]. （原始内容存档 (PDF)于2014-08-08） （日语）.
3. ↑   (PDF). 山万株式会社: 1.   [2015-07-11]. （原始内容存档 (PDF)于2016-03-04） （日语）.
4. ↑  千葉縣統計年鑑

## 外部連結
- 中學校站｜山萬有加利丘線 （页面存档备份，存于） - 有加利丘官方網站